# Джеймс Томсон (інженер)
Джеймс Томсон (англ. James Thomson, нар. 16 лютого 1822, Белфаст — пом. 8 травня 1892 Глазго) — британський інженер і фізик.
Як і його молодший брат, лорд Кельвін, в дуже ранньому віці почав відвідувати заняття в університеті Глазго, де його батько був призначений професором математики в 1832 році. Після його закінчення він вирішив вивчати цивільне будівництво і став учнем в декількох будівельних організаціях, працюючи успішно, але погане здоров'я змусило його залишити все, і він в результаті був змушений змиритися з фактом, що робота з фізичними навантаженнями не для нього. Тому приблизно з 1843 року він присвятив себе теоретичній роботі і механічним винаходам.
Повернувся в Белфаст в 1851 році. З 1857 року — професор цивільного будівництва та топографії в Королівському коледжі в Белфасті, потім (з 1873 року) професор прикладної механіки в Глазго (зберігав цю посаду до 1889 року, коли вийшов у відставку через проблеми із зором). Відомий роботами по гідродинаміці і теорії турбін; у фізиці відомий першими спостереженнями над зміною температури плавлення під впливом тиску і висновком залежності між температурою плавлення і тиском з початків термодинаміки.